# Tod Hughan
Frederik Christian Joseph (Tod) Hughan (Soerabaja, 6 maart 1909 – Aerdenhout, 19 december 1995) was een Nederlands tennisser.

## Loopbaan
Hughan werd in 1936, 1937, 1939, 1942 en 1950 Nederlands kampioen in het enkelspel. Bij het laatste kampioenschap was hij 41 jaar oud. Met Hans van Swol werd hij in 1937, 1939 en 1940 kampioen in het heren dubbelspel. Tot in 1955 was Hughan deelnemer aan het nationale kampioenschap.
Hij nam in de jaren voor de Tweede Wereldoorlog één keer deel aan Roland Garros en vier keer deel aan Wimbledon. Alleen op Rolland Garros haalde Hughan de tweede ronde. Hij speelde tussen 1932 en 1939 in 22 ontmoetingen van het Nederlands Davis Cupteam. Hij speelde daarin 16 enkelspelen (1 gewonnen, 15 verloren) en 3 dubbelspelen (3 nederlagen, respectievelijk met Ody Koopman, Willem Karsten en Van Swol). Tweemaal werd de tweede ronde in de Davis Cup bereikt. 
Hughan was lid van tennisverenigingen DDV (De Derde Vijfjarige) in Amsterdam en later van TCB (Tennis Club Bergen) uit Bergen. Na beëindiging van zijn loopbaan was hij tot in de jaren zeventig actief als veteraan.
In de Tweede Wereldoorlog werd Hughan onder invloed van collega-tennisser Gerard Leembruggen lid van de NSB. Dit leidde tot een breuk met zijn dubbelspelpartner Van Swol.
Hughan was getrouwd met een dochter van de Belgische filmpionier Jean Desmet. De familie was eigenaar van de bioscoop Cinema Parisien aan de Nieuwendijk in Amsterdam. Hughans dochter Ilse schonk na sluiting van de bioscoop het interieur aan het Nederlands Filmmuseum.

## Prestatietabel tennis, grand slam, enkelspel
| Legenda | Legenda                          |
| ------- | -------------------------------- |
| g.t.    | geen toernooi gehouden           |
| l.c.    | lagere categorie                 |
| –       | niet deelgenomen                 |
| G       | uitgeschakeld in de groepsfase   |
| 1R      | uitgeschakeld in de eerste ronde |
| 2R      | uitgeschakeld in de tweede ronde |
| 3R      | uitgeschakeld in de derde ronde  |
| 4R      | uitgeschakeld in de vierde ronde |
| KF      | uitgeschakeld in de kwartfinale  |
| HF      | uitgeschakeld in de halve finale |
| F       | de finale verloren               |
| W       | het toernooi gewonnen            |
| w-v     | winst/verlies-balans             |

| Toernooi        | 1936 | 1937 | 1938 | 1939 | 1946 | 1947 | 1948 | 1949 | 1950 | 1951 | 1952 |
| --------------- | ---- | ---- | ---- | ---- | ---- | ---- | ---- | ---- | ---- | ---- | ---- |
| Australian Open | –    | –    | –    | –    | –    | –    | –    | –    | –    | –    | –    |
| Roland Garros   | –    | –    | 2R   | –    | –    | –    | –    | –    | –    | –    | –    |
| Wimbledon       | 1R   | 1R   | 1R   | 1R   | –    | –    | –    | –    | –    | –    | –    |
| US Open         | –    | –    | –    | –    | –    | –    | –    | –    | –    | –    | –    |